# エウゼビウシュ・スモラレク
エウゼビウシュ・スモラレク（Euzebiusz "Ebi" Smolarek, 1981年1月9日 - ）は、ポーランド出身の元サッカー選手、サッカー指導者。ポジションはフォワード（ウイング）。ポーランド代表。

## 経歴
1982年のワールドカップスペイン大会でポーランドを3位に導いた名ストライカー、ヴォジミエシュ・スモラレクを父に持ち、兄もサッカー選手というサッカー一家に育った。名前はポルトガルの伝説的プレーヤー、エウゼビオからとったもの。
フェイエノールト・アカデミーを経て2000年にトップチームデビュー。2001年に大きな怪我を経験したがその後徐々に頭角を現し、2005年からはドイツブンデスリーガのボルシア・ドルトムントでプレー。同年はポーランド代表にも定着し、W杯ドイツ大会本戦進出の立役者のひとりとなった。
2007年夏に480万ユーロの移籍金でラシン・サンタンデールへ移籍。2008-09シーズンはプレミアリーグのボルトンへレンタル移籍した。
2009年12月14日、2012年6月までの契約でギリシャ・スーパーリーグのカヴァラFCへ移籍するが、2010年7月25日に両者合意の下で契約を破棄。同月27日、母国ポーランドのポロニア・ワルシャワと2年契約を結んだ。
2012年2月1日、エールディヴィジのADOデン・ハーグへ移籍した。

## 代表歴

### 出場大会
- ポーランド代表
  - 2006 FIFAワールドカップ

### 試合数
- 国際Aマッチ 47試合 20得点（2002年-2010年）[6]

| ポーランド代表 | 国際Aマッチ | 国際Aマッチ |
| 年             | 出場        | 得点        |
| -------------- | ----------- | ----------- |
| 2002           | 1           | 0           |
| 2003           | 0           | 0           |
| 2004           | 2           | 0           |
| 2005           | 7           | 3           |
| 2006           | 11          | 4           |
| 2007           | 6           | 6           |
| 2008           | 11          | 2           |
| 2009           | 5           | 4           |
| 2010           | 4           | 1           |
| 通算           | 47          | 20          |